# Formas de pensamiento
Formas de Pensamiento: Un Registro de Investigación Clarividente (del inglés: Thought-Forms: A Record of Clairvoyant Investigation) es un libro teosófico escrito por Annie Besant y Charles Webster Leadbeater, ambos miembros de la Sociedad Teosófica. Fue publicado originariamente en Londres en 1905. Desde el punto de vista de la Teosofía, expresa dictámenes sobre la visualización de pensamientos, experiencias, emociones y música. Las ilustraciones de las "formas de pensamiento" fueron realizadas por John Varley Jr. (nieto del pintor John Varley), Prince y McFarlane.

## Crónica de la compilación
Este libro es el resultado del trabajo conjunto efectuado por los autores, que parte de 1895, fecha en la que decidieron emprender una investigación sobre "la materia sutil del universo". Annie Besant y C.W. Leadbeater estaban interesados en la función de la mente humana ya que, según sus afirmaciones, este trabajo "da a conocer al mundo exterior" las formas de pensamiento.
En septiembre de 1896 Besant escribió en la revista Lucifer que "dos teósofos clarividentes" (cuyas personalidades no fueron reveladas en la revista, aunque algunos miembros de la Sociedad sabían acerca de ellos), habían comenzado a "observar la sustancia del pensamiento". Su artículo, titulado Formas de Pensamiento,iba acompañado de cuatro páginas con imágenes de diversas formas de pensamiento que los investigadores "habían observado y descrito a un artista".Los bocetos a color de la observación clarividente representaban lo siguiente: en el primer plano se muestran formas de pensamiento de "devoción", "sacrificio" y "piedad", en el segundo tres tipos de "ira", en el tercero tres tipos de "amor" ("no dirigido", "dirigido" y "posesivo"), y en el cuarto formas de pensamiento de "celos", "intelecto" y "ambición".
Fue publicado en 1905 y contiene imágenes a color que, según los autores, están formadas de una "materia sutil espiritual". El libro afirma que "la calidad" de los pensamientos influye en la experiencia vital de su creador, y que estas formas de pensamiento "pueden afectar" a otras personas.

## Significado del color

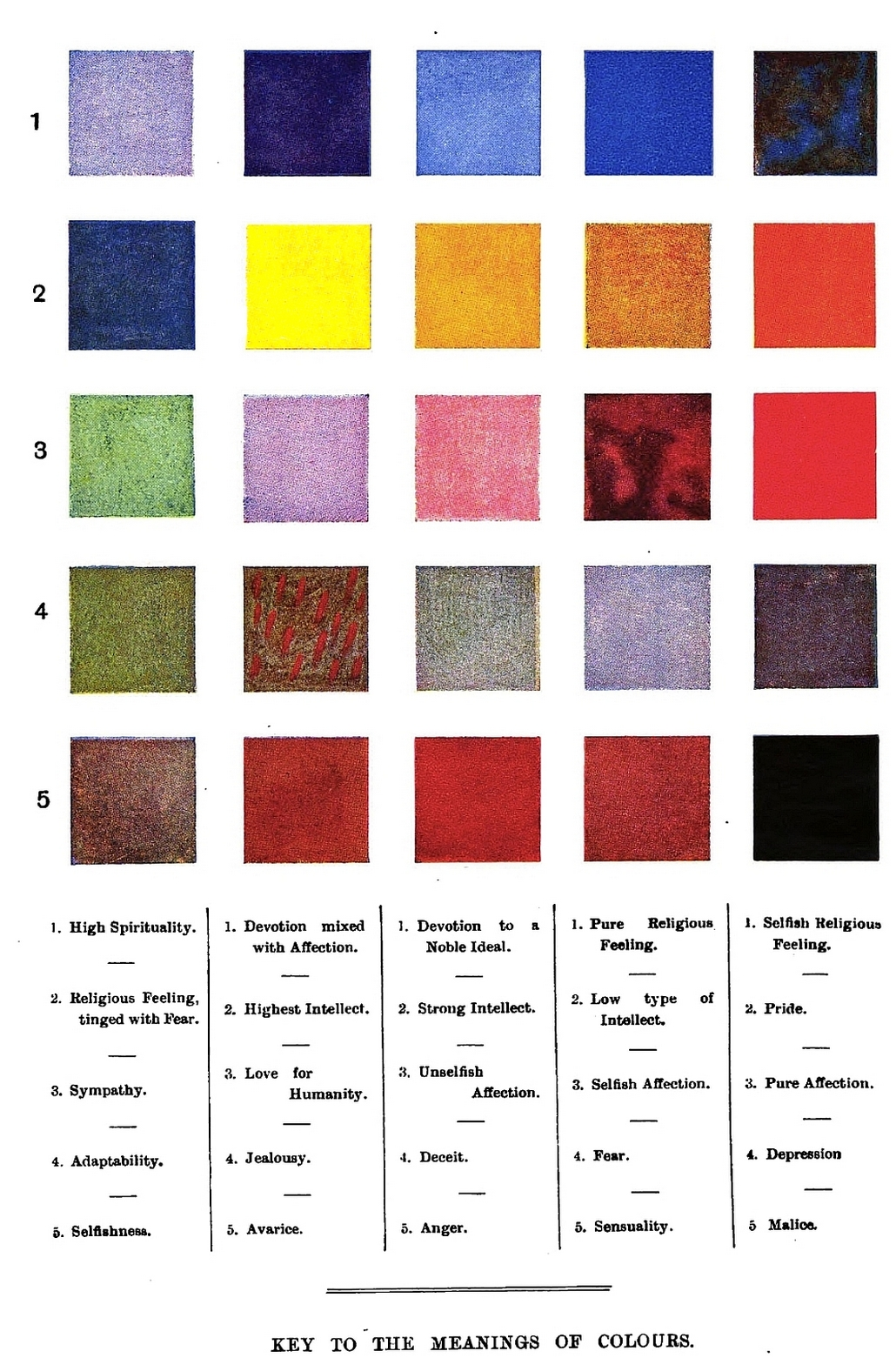
Frontispicio. Los significados de los colores.

Los autores escriben que ellos, al igual que muchos otros teósofos, están convencidos de que los pensamientos son cosas reales, y el objetivo de su libro es ayudar al lector a comprender esto.El frontispicio del libro contiene una tabla con los significados de los colores de las formas de pensamiento y del aura humana en relación con los sentimientos y las emociones. El primer color, un azul claro, dispuesto en la esquina superior izquierda representaría una elevada espiritualidad» y el último, negro, en el otro extremo de la diagonal  representaría malicia. Hay 25 colores en total.

## Conceptos
Los autores argumentan que el aura humana es «la parte exterior de la sustancia, que tiene una apariencia de nube en sus cuerpos superiores, que se interpenetran entre sí y se extienden más allá de los confines del cuerpo físico» El cuerpo mental y de deseo (dos cuerpos superiores) son «aquellos que se ocupan principalmente de la aparición de lo que se llama formas de pensamiento».

### Tres principios y tres clases
El libro establece que la producción de todas las formas de pensamiento está basada en tres principios fundamentales:
1. La calidad del pensamiento determina el color.
2. La naturaleza del pensamiento determina la forma.
3. La definición del pensamiento determina la claridad del contorno.

Los autores definen las siguientes tres clases de formas de pensamiento:
1. Aquello que adquiere o toma la imagen generada por el pensador. Cuando un hombre se ve a sí mismo en un lugar distante, o desea sinceramente estar en ese lugar, crea una forma de pensamiento de su propia imagen y esta forma se proyecta y aparece en aquel punto.
2. Aquello que toma la imagen de algún objeto material. El pintor que se forma una idea de su cuadro futuro lo construye a partir de la materia de su cuerpo mental, y luego lo proyecta en el espacio frente a él, lo mantiene ante el ojo de su mente y lo copia. De la misma manera, el novelista construye imágenes de su personaje en la materia mental, y mediante el ejercicio de su voluntad mueve estos títeres de una posición o de un grupo a otro, de modo que la trama de su historia se representa literalmente ante él.[note 14]
3. Aquello que toma una forma enteramente propia,[note 15]expresando sus cualidades inherentes en la materia que lo rodea. Las mayor parte de las representaciones ilustradas en el libro son de esta última clase.[36][37]